# Голосоведение
Голосоведе́ние (англ. voice-leading, нем. Stimmführung) — движение голосов (мелодических линий) многоголосной музыкальной ткани. В более узком смысле (применительно к гармонии) голосоведение представляет собой линейно-мелодический аспект связи созвучий. Особенности голосоведения зависят от целого ряда параметров, а в его нормах отражается стиль музыкально-исторической эпохи.

## Общие положения
Последовательное движение тонов в музыке образует отдельную горизонтальную линию, называемую голосом. Совокупность двух и более совместно звучащих голосов составляет фактуру многоголосного музыкального материала. Понятие голосоведения включает в себя движение голоса как самого по себе, так и в соотношении с другими голосами ткани.

### Мелодическое движение в данном голосе
Интонационные ходы мелодии данного голоса в общем виде подлежат разделению на плавные (шаги на приму, секунду и терцию) и скачкообразные (ходы на кварту и более широкие интервалы). Поступенным или абсолютно плавным называется движение голоса по большим и малым секундам, а также примам. Чередование плавных и скачкообразных ходов в мелодической линии регулируется закономерностью «мелодического противовеса», согласно которой за скачком следует плавное движение в обратном направлении (скачок «заполняется») или другой скачок (в обратном направлении), а плавное движение сменяется скачком (в направлении, обратном предшествующему движению).

### Фактурные функции голосов
«Роль голоса в многоголосной ткани, определяемая его отношениями с другими голосами, а также собственным строением и характером, есть его фактурная функция». Ниже приведена классификация фактурных функций голосов для гомофонно-полифонического (смешанного) музыкального склада как обладающего наиболее развитым функциональным составом (классификация по В.Н. Холоповой):
1. Главный голос;
2. Побочные голоса:
  - мелодизированный контрапукт (вторая мелодия, подчинённая главному голосу);
  - фигурационный (гармонический) контрапукт (фоновый голос);
  - имитирующий голос (повторяет тему главного голоса, подчинён ему);
  - подголосок (подчинённый вариант основной мелодии);
  - гармонический (то есть аккордовый) звук или голос;
  - педаль (выдержанный тон или созвучие);
  - дублировка главного или другого побочного голоса;
  - характеристический голос или пласт («образный контрапункт»);
3. Бас.

### Склад и голосоведение
Музыкальный склад определяет специфический набор фактурных функций голосов, вследствие чего можно выделить три основных типа голосоведения:
1. полифоническое, полифонное, контрапунктическое (Полифония);
2. гармоническое, гомофоническое, гомофонное (Гомофония);
3. гетерофонно-подголосочное (Гетерофония).

В полифоническом голосоведении все голоса мелодически достаточно самостоятельны и равноправны. В гармоническом есть один ведущий голос, как правило верхний, остальные же служат гармоническим сопровождением (обычно организованные в аккорды), способствуя лучшей выразительности ведущего голоса и добавляя ему определённый гармонический контекст или истолкование. В гетерофонно-подголосочном голосоведении голоса варьируют основную мелодию, часть времени, как правило, двигаясь унисонно или в октаву, а временами расходясь и сливаясь снова.

## Взаимодействие голосов
Многообразие линейных движений голосов относительно друг друга сводимо к трём основным видам двухголосия, которые возникают при комбинации движений вверх либо вниз и пребывания на одном месте. Таким образом выделяется прямое, противоположное и косвенное голосоведение.
- Прямое голосоведение – движение голосов в одном и том же (восходящем или нисходящем) направлении;
  - параллельное голосоведение – частный случай прямого голосоведения, при котором интервал шага в голосах совпадает.
- Противоположное голосоведение – разнонаправленное движение голосов, может быть встречным и расходящимся;
  - противодвижение – частный случай противоположного голосоведения с одинаковым интервальным шагом[16].
- Косвенное (или боковое[17]) голосоведение – движение одного из голосов на фоне повторяющегося или выдержанного другого[18]. Наряду с параллельным косвенное голосоведение представляет исторически наиболее раннюю форму совместного движения голосов[17].

В многоголосии возможны комбинации указанных вариантов взаимодействия двух голосов, что служит основанием для возникновения различных смешанных типов голосоведения.

## Исторический очерк

### Западноевропейская музыка
Начиная с IX века в европейской многоголосной музыке постепенно складывались нормы мелодического движения наложенных друг на друга голосов. Первой техникой полифонического (точнее – квазиполифонического) письма был так называемый строгий параллелизм, при котором два голоса движутся параллельно в октаву, квинту или кварту. Так, параллельный органум описан в древнейших теоретических трудах, в частности в Musica enchiriadis (лат. «Учебник музыки») конца IX века. Там же рассматривается косвенное движение голосов.
Движение параллельными терциями и секстами, сохраняющее относительную самостоятельность голосов, появились между XII и XIV веками в техниках ги́меля и фобурдо́на. Осознание терций и секст как консонансов в XIV в. привело к запрету квинтового параллелизма.
Противоположное движение зарождается в XI веке и становится популярным с XII века, особенно в дисканте (моноритмическом двухголосии). Осознание этого типа голосоведения, обладающего наибольшей выразительностью, привело к закономерному проникновению диссонантных элементов в музыкальную ткань. В трактате Compendium discantus, где описывается состояние гармонии в XI—XII вв., автор устанавливает следующее правило голосоведения: при противоположном движении голосов можно употреблять диссонанс, если ему предшествует консонанс.

## Комментарии
1. ↑  В мелодической фигурации терцовые ходы причисляется к неплавному голосоведению[6].
2. ↑  Имеются ввиду случаи с количеством голосов, превосходящим двухголосное изложение.
3. ↑  Техника многоголосного письма, при которой ведущий (реальный) голос моноритмично удваивается в один и тот же интервал (и прежде всего — в один из совершенных консонансов), нивелирует самостоятельность голосов музыкальной ткани, сводя её к функциональному одноголосию (монодии)[20].